# Sapitwa
Sapitwa (3002 m n. m.) je hora v pohoří Mulanje v jihovýchodní Africe. Leží v jižním Malawi (region Jih, distrikt Mulanje) na východ od města Blantyre nedaleko Mosambických hranic. Jedná se o nejvyšší horu Malawi.